# Gold Beach
Gold Beach, česky pláž Gold, bylo kódové označení pro jednu z pláží, kterou za druhé světové války během Dne D (6. června 1944) využily spojenecké jednotky pro invazi do Německem okupované Francie.
Pláž se nachází v oblasti, která byla přiřazena 50. pěší divizi pod velením generálmajora Douglase Alexandera Grahama a 8. tankové brigádě, součásti britské 2. armády pod velením generálporučíka Milese Dempseyho. Pláž byla rozdělena na tři hlavní útočné sektory, jejichž pojmenování bylo (od západu na východ) Item, Jig a King, přičemž poslední dva jmenované byly ještě rozděleny každý do dvou sekcí pojmenovaných Green a Red. Čtvrtý sektor pojmenovaný How nebyl k vylodění použit.
Na pláž měla zaútočit 50. divize doplněná o část 79. tankové divize mezi obcemi Le Hamel a Ver-sur-Mer. Úkolem 231. pěší brigády bylo vylodění v sektoru Jig u obcí Le Hamel a Asnelles, 69. brigády pak byl sektor King naproti Ver-sur-Mer. 47. komando námořní pěchoty přidělené pro vylodění k 50. divizi pak mělo mít sektor Item.